# Ulmiz

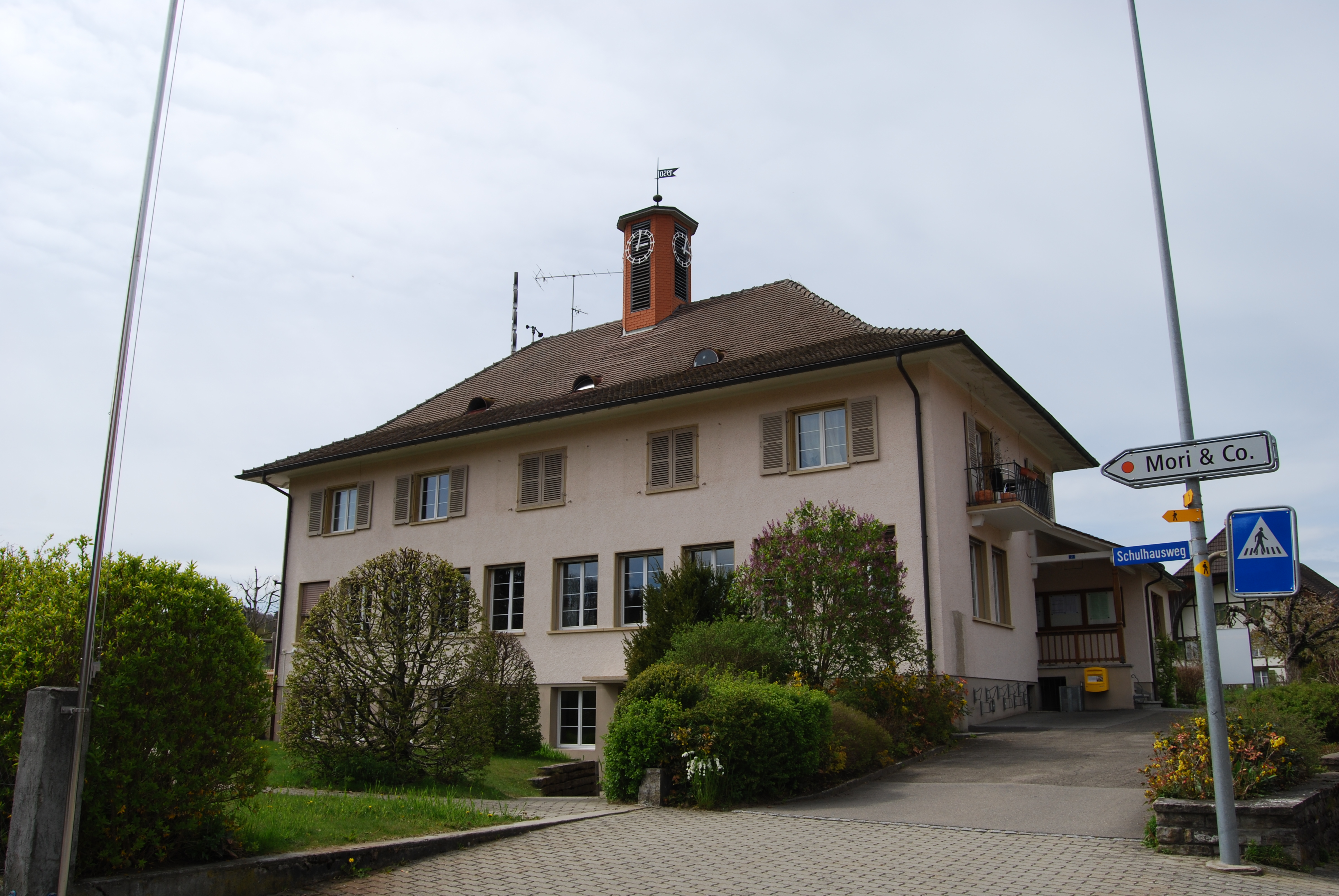
Ulmiz

Ulmiz is een gemeente en plaats in het Zwitserse kanton Fribourg, en maakt deel uit van het district See/Lac.
Ulmiz telt 438 inwoners.